# Сложные признаки

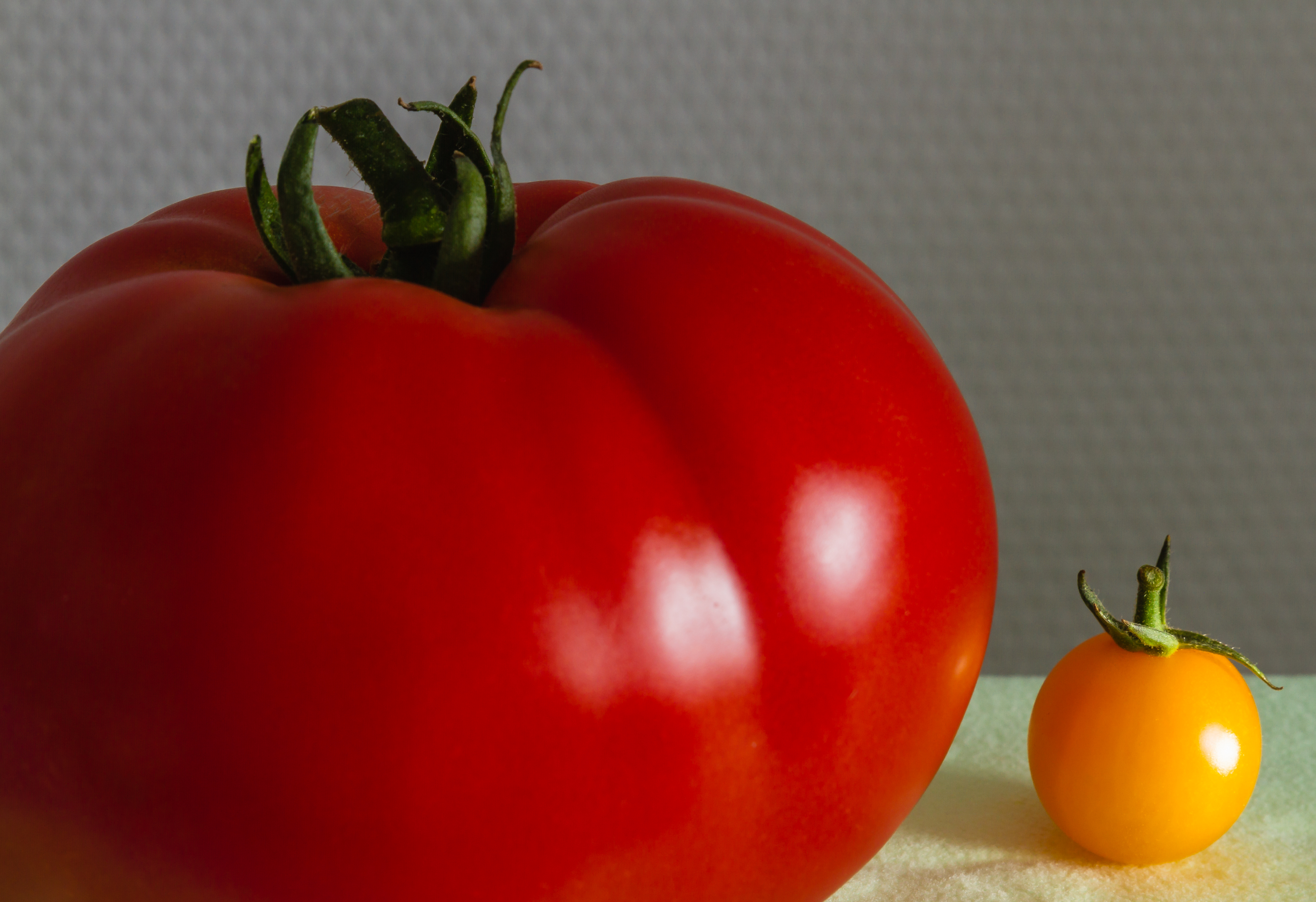
Размер — один из примеров сложного признака.

Сложные признаки (также количественные признаки) — признаки, поведение которых не соответствует простым менделевским законам наследования. Точнее, их наследование нельзя объяснить разделением одного гена. Такие черты демонстрируют непрерывный диапазон вариаций и находятся под влиянием как экологических, так и генетических факторов. По сравнению со строго менделевскими признаками, сложные признаки встречаются гораздо чаще, и, поскольку они могут быть чрезвычайно полигенными, их изучают с использованием статистических методов, таких как количественная генетика и картирование локусов количественных признаков (QTL), а не классических методов генетики.  Примеры сложных признаков включают рост, циркадные ритмы, кинетику ферментов и многие заболевания, включая диабет и болезнь Паркинсона. Одной из основных целей генетических исследований сегодня является лучшее понимание молекулярных механизмов, посредством которых генетические варианты влияют на сложные признаки.

## История
Когда в 1900 году были заново открыты работы Менделя, учёные спорили, могут ли законы Менделя объяснить непрерывные изменения, наблюдаемые для многих признаков.  Одна группа, известная как биометристы, утверждала, что непрерывные черты, такие как рост, в значительной степени передаются по наследству, но не могут быть объяснены наследованием отдельных менделевских генетических факторов. Работа, опубликованная Рональдом Фишером в 1919 году, в основном разрешила споры, продемонстрировав, что вариации в непрерывных признаках можно объяснить, если несколько таких факторов вносят вклад в каждый признак. Однако количество генов, участвующих в таких признаках, осталось неопределенным; до недавнего времени предполагалось, что генетические локусы будут иметь умеренный эффект и каждый из них будет объяснять лишь несколько процентов наследственности.  После завершения проекта «Геном человека» в 2001 году казалось, что секвенирование и картирование многих людей вскоре позволит получить полное понимание генетической архитектуры признаков. Однако варианты, обнаруженные с помощью полногеномных ассоциативных исследований (GWAS), составляли лишь небольшой процент прогнозируемой наследственности. Например, хотя рост оценивается в 80-90% наследственности, ранние исследования выявили только варианты, на которые приходится 5% этой наследственности. Более поздние исследования показали, что большая часть недостающей наследственности может быть объяснена частыми вариантами, пропущенными GWAS, поскольку величина их эффекта падала ниже порогов значимости; меньший процент приходится на редкие варианты с большей величиной эффекта, хотя в некоторых чертах, таких как аутизм, редкие варианты играют более важную роль. Хотя уже обнаружено множество генетических факторов, участвующих в формировании сложных признаков, определение их конкретного вклада в фенотипы, в частности, молекулярных механизмов, посредством которых они действуют, остается серьезной проблемой.

## Методы

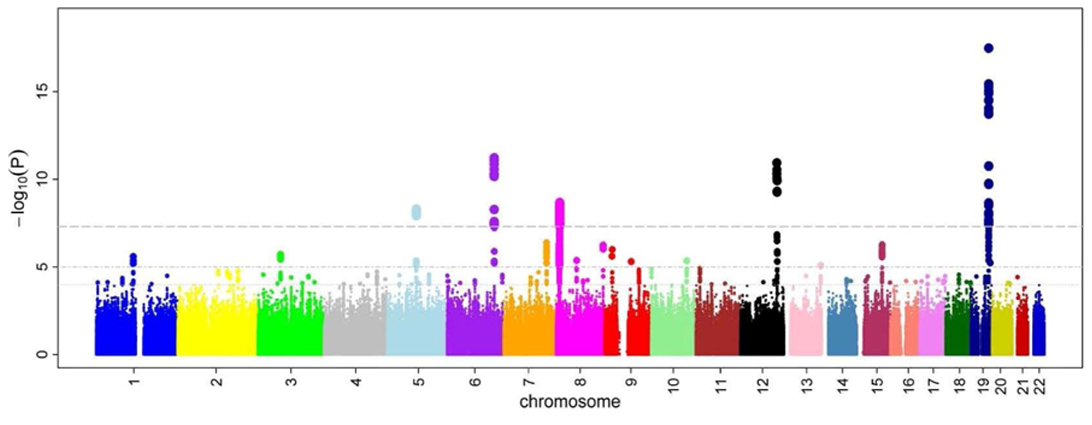
«Манхэттенский» график, иллюстрирующий связь генома с микроциркуляцией.

### QTL-картирование
Локус количественного признака (quantitative trait locus, QTL) — это участок генома, связанный с вариациями количественного или сложного признака. Чтобы идентифицировать QTL, картирование  выполняется у людей с разными генотипами. Во-первых, картирование включает либо полногеномное секвенирование, либо генотипирование многих маркерных локусов по всему геному; затем измеряются интересующие фенотипы. Например, уровни экспрессии различных генов в геноме — это один часто измеряемый фенотип (связанные локусы называются eQTLs). В каждом локусе люди группируются по их генотипу и проводятся статистические тесты, чтобы определить, значительно ли отличаются измеренные значения признаков для одной группы от общего среднего значения для всех групп. Идентифицированные локусы сами по себе могут не быть QTL, но, скорее всего, находятся в неравновесии по сцеплению и, следовательно, прочно ассоциированы с локусами, действительно влияющими на признак.

### GWAS
Полногеномное исследование ассоциаций (англ. genome-wide association study, GWAS) — это метод, аналогичный картированию QTL, используемый для идентификации вариантов, связанных со сложными признаками. Картирование ассоциаций отличается от картирования QTL прежде всего тем, что GWAS выполняется только с популяциями со случайным спариванием; поскольку все аллели в популяции тестируются одновременно, можно сравнить несколько аллелей в каждом локусе.

## Генетическая архитектура
В последнее время, благодаря быстрому увеличению доступных генетических данных, исследователи начали лучше описывать генетическую архитектуру сложных признаков. Одним из сюрпризов стало наблюдение того, что большинство локусов, идентифицированных в GWAS, обнаруживаются в некодирующих областях генома; следовательно, вместо того, чтобы напрямую изменять последовательности белков, такие варианты, вероятно, влияют на регуляцию генов. Чтобы понять воздействие этих вариантов, было использовано картирование QTL для изучения данных каждого этапа регуляции генов; например, картирование данных секвенирования РНК может помочь определить влияние вариантов на уровни экспрессии мРНК, которые, предположительно, влияют на количество транслируемых белков. Комплексный анализ QTL, участвующих в различных стадиях регуляции, — активности промотора, скорости транскрипции, уровнях экспрессии мРНК, уровнях трансляции и уровнях экспрессии белков, — показал, что значительная часть QTL является общей, что указывает на то, что регуляция ведет себя как «последовательный упорядоченный каскад» с вариантами, затрагивающими все уровни регулирования. Многие из этих вариантов действуют, влияя на связывание факторов транскрипции и другие процессы, которые изменяют функцию хроматина — этапы, которые происходят до и во время транскрипции РНК.
Чтобы определить последствия этих вариантов, исследователи в основном сосредоточились на выявлении ключевых генов, путей и процессов, которые управляют сложным поведением; неотъемлемым предположением было то, что наиболее статистически значимые варианты оказывают наибольшее влияние на свойства, поскольку они  воздействуют на эти ключевые факторы. Например, одно исследование предполагает, что существуют гены, ограничивающие скорость, имеющие решающее значение для функции сетей регуляции генов. Другие исследования выявили влияние ключевых генов и мутаций на расстройства, включая аутизм и шизофрению.  Однако анализ Boyle et al., проведенный в 2017 году. утверждает, что, хотя гены, которые напрямую влияют на сложные признаки, действительно существуют, регуляторные сети настолько взаимосвязаны, что любой экспрессируемый ген влияет на функции этих «основных» генов; эта идея называется «омнигенной» гипотезой.  Хотя каждый из этих «периферийных» генов оказывает небольшое влияние, их совокупное влияние намного превышает вклад самих основных генов. Одной из альтернатив омнигенной гипотезе является идея о том, что периферические гены действуют не путем изменения основных генов, а путем изменения клеточных состояний, таких как скорость клеточного деления или гормональный ответ.

## Использование
Борьба с малярией
В 2021 году британские генетики применили технологию CRISPR — метод редактирования генов, позволяющему вырезать определенный участок ДНК, тем самым изменив половое развитие самок комаров и другие их признаки. У самок, появившихся на свет с отредактированными генами, хоботки устроены иначе — такие самки не могут кусать, к тому же они не способны откладывать яйца, а значит, не будут распространителями малярийного плазмодия.